# Thoburnia hamiltoni
Thoburnia hamiltoni là một loài cá vây tia thuộc họ Catostomidae. Loài này chỉ có ở Hoa Kỳ.